# Delaware (Ohio)
Delaware település az Amerikai Egyesült Államok Ohio államában, Delaware megyében, melynek megyeszékhelye is. Lakosainak száma 41 302 fő (2020. április 1.).

## Népesség
A település népességének változása:

| 2010 | 34 753 |
| 2020 | 41 302 |